# Solomys salamonis
Solomys salamonis är en däggdjursart som först beskrevs av Ramsay 1883.  Solomys salamonis ingår i släktet Solomys och familjen råttdjur. IUCN kategoriserar arten globalt som otillräckligt studerad. Inga underarter finns listade i Catalogue of Life.
Arten är bara känd från en enda individ som hittades på Solomonöarna men det är omstritt från vilken ö gnagaren hämtades. Enligt den ursprungliga beskrivningen hittades arten på ön Florida men enligt senare iakttagelser är det mera trolig att den lever på ön Makira.